# Trias Charlemagne

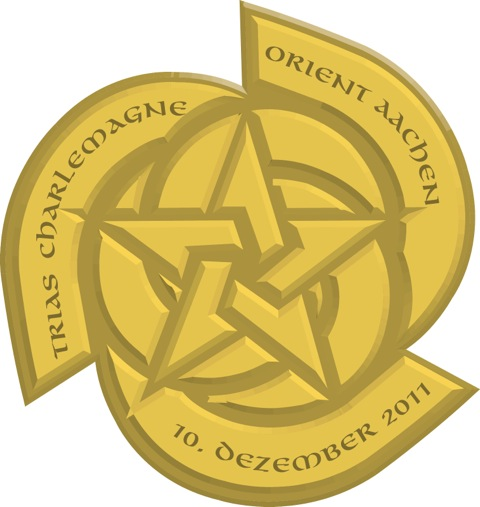
Bijou der Loge

Trias Charlemagne ist eine Männer-Freimaurerloge in Aachen. Sie hat die Matrikel-Nr. 1039. Wegen ihrer internationalen Zusammensetzung versteht sie sich als „euregionale“ Loge. Sie arbeitet unter dem Ritual der Alten Freien und Angenommenen Maurer Deutschlands im Dreiländereck Deutschland-Belgien-Niederlande in und um Aachen.

## Geschichte

### Die Ursprünge der Freimaurerei in Aachen
Die älteste beurkundete Aachener Bauhütte „De l’Union et de l’Amitié“ ist im Jahre 1773 – wahrscheinlich von französischen Offizieren – gegründet worden. Schon im Jahr darauf, 1774, wurde „La Constance“ gegründet, die sehr wahrscheinlich aus der im Jahr zuvor gegründeten Bauhütte hervorgegangen ist, da Wahlspruch, Siegel und Vorsteher (Br.Truc) identisch waren. Welcher (französischen) Obödienz sie zuzuordnen war, ist heute schwer zu sagen, wahrscheinlich unterstand diese Loge dem Grand Orient de France. Im September 1778 ging die Loge „La Constance“ jedoch geschlossen in die deutsche Loge „Zur Beständigkeit“ über, die sich dem Eklektischen Bund anschloss. Diese deutsche Loge bekam schon sehr bald Schwierigkeiten mit dem Magistrat der Stadt. Während dieser sogenannten „Freimaurerverfolgung in Aachen“ waren Logenversammlungen zwischen März 1779 und Juli 1780 in Aachen verboten, sodass der Sitz zeitweilig nach Vaals verlegt wurde. Ausgelöst wurde der Konflikt Anfang 1779 durch den päpstlichen Nuntius Carlo Bellisoni in Köln. Ursache für das Verbot (sowie für die spätere Wiederzulassung) waren Machtinteressen in Kirche und Politik. Das Verbot erregte weithin Aufsehen und wurde unter anderem durch den Lütticher Fürstbischof Franz Karl Reichsgraf von Velbrück bekämpft, der zwei Mönchen im Gegenzug das Predigen gegen die Freimaurer verbot und die Mönche sogar bestrafte. Als sich König Gustav III., der sich schon im Sommer 1779 bei Kaiser Joseph II. für die Freimaurer eingesetzt hatte, anlässlich eines Bäderbesuches im Sommer 1780 beim Aachener Magistrat erneut für die Freimaurer verwendete, wurden die Versammlungen schließlich wieder zugelassen. Gustav III. war im Jahre 1780 als Freimaurer der Großen Loge von Schweden beigetreten und wurde dort Oberhaupt.
Im Juni 1803, also zur Zeit der napoleonischen Besatzung, kam es dann zur Spaltung in der Aachener Freimaurerei und die Loge „La Concorde“ wurde gegründet, die sich im Jahre 1812 dem schottisch-philosophischen Ritus anschloss. Zur Zeit der Befreiungskriege, als das Ende der Herrschaft Napoleons absehbar war, wurden die beiden Logen „Zur Beständigkeit“ und „La Concorde“ dann im Januar 1814 zu der Bauhütte „Zur Beständigkeit und Eintracht“ (wieder) vereinigt, und 1816 erfolgte die Angliederung an die große Nationalmutterloge „Zu den drei Weltkugeln“.
In der nachfolgenden Zeit arbeitete sie weitgehend unbemerkt von der Öffentlichkeit (Pauls).

### Geschichte 1933–1945
1933 wurde die Aachener Loge wie alle Logen verboten. Es gelang noch, das Logenhaus an die evangelische Kirche zu verkaufen, bevor das gesamte Eigentum eingezogen wurde. Nach dem Ende der Nazi-Diktatur erteilte die englische Militärbehörde im Jahre 1947 den überlebenden Aachener Brüdern die Erlaubnis zum Betrieb einer Loge. Das Logenhaus konnte von der evangelischen Kirche zurückgekauft werden. Seit dieser Zeit arbeitet die Loge unter dem alten Namen „Zur Beständigkeit und Eintracht“ und unter dem Dachverband der „Alten Freien und Angenommenen Maurer von Deutschland“.

### Entwicklung nach 2000
Vor einigen Jahren schloss sich dann eine zweite Loge in Aachen an. Die Loge T. G. Masaryk, die ursprünglich von tschechischen und rumänischen Exilanten in Mannheim gegründet worden und zwischenzeitlich in Bonn ansässig war, zog im Jahre 2009 von Bonn nach Aachen und firmiert seitdem als „Carolus Magnus“. 
2010 wurde in Aachen die Damenloge „Diotima“ gegründet.

### Geschichte in der Euregio
Bereits mehrfach hatten niederländische Freimaurer versucht, grenzüberschreitend zu arbeiten. Während der Aachener Freimaurerverfolgung konnten die Aachener Freimaurer problemlos ihre Loge in die Niederlande verlegen. Zuletzt in den ersten Jahren nach 2000 gab es erneute Bestrebungen, sich euregional zu etablieren, aber die Versuche scheiterten an bürokratischen Hindernissen. Der Arbeitstitel für eine solche geplante Vereinigung war „Trias“, was als Namensteil später übernommen wurde. In Belgien gab es ebenfalls bereits sporadische Versuche, internationale Tempelarbeiten  durchzuführen.

## Trias Charlemagne
Die Loge wurde im Dezember 2011 gegründet. Sie setzte sich aus Gründern zusammen, die aus verschiedenen Logen Deutschland, der Niederlande und Belgiens kamen und die eine Chance darin sahen, über Grenzen hinweg zu arbeiten. Der Name entstand aus dem vorangegangenen Versuch „Trias“ in den Niederlanden und „Charlemagne“ für die Stadt Karls des Großen als Zelle europäischer Einigung. Im Anschluss an die Gründungszeremonie wurde eine Abordnung der neuen Loge im „weißen Saal“ des Aachener Rathauses empfangen.
Wie alle Freimaurerlogen vereint Trias Charlemagne Männer verschiedener Herkunft, Nationalität und Religion zu einem humanitären Bund.

### Lichteinbringung
Lichteinbringung wird die rituelle Übergabe des Lichtes an eine neue Loge genannt. Mit der Übergabe des Lichtes und der Logenpatent-Urkunde ist die Loge formal gegründet. 
Am 10. Dezember 2011 wurde diese Installationszeremonie durch den Großmeister der deutschen AFAM-GL in Aachen durchgeführt. Den außergewöhnlich großen Rahmen dazu bildeten mehr als 160 Gäste aus 16 europäischen Großlogen. 
Hauptgrund für dieses starke Interesse war der Umstand grenzüberschreitenden Arbeitens.

### Besonderheiten
Entgegen sonstigen Gepflogenheiten wurde die Neugründung der Loge öffentlich wahrgenommen. Die Presse, auch im benachbarten Belgien und den Niederlanden, stellte das Ereignis als dreifach besonders dar:
- eine Logengründung an sich ist bereits ein relativ seltenes Ereignis
- eine internationale Loge als bisher einmalig
- die öffentliche Wahrnehmbarkeit als Chance für die Bereicherung des Aachener kulturellen Lebens (so bezeichnet von der Aachener Bürgermeisterin beim Empfang der Loge im Rathaus).[11]

### Aktivitäten im öffentlichen Raum
Trias Charlemagne beteiligt sich im Rahmen ihrer Möglichkeiten am kulturellen Aachener Leben. Im Jahr 2012/ 13 wurden zum Thema „Weltpersönlichkeiten“ diverse Vorträge und Diskussionen angeboten. Wie die meisten Logen in Deutschland bietet sie Gästeabende an, an denen Interessierte sie kennenlernen können. In den Niederlanden und Belgien ist diese Praxis weniger verbreitet. Seit Dezember 2012 werden dreisprachige Tempelarbeiten mit internationaler Beteiligung durchgeführt.